# Purløg
Purløg (Allium schoenoprasum) er en 20-40 centimeter høj urt med 1-2 millimeter tykke, hule og cylindriske blade. Planten dyrkes som krydderurt og er i Danmark desuden vildtvoksende på strandklipper på Bornholm.

## Beskrivelse
Purløg er medlem af løg-familien og er en løgdannende flerårig urt med en opret, tueformet vækst. Både blade og skud er hule og hårløse. Bladene er slanke og lyst grågrønne.
Blomstringen sker i maj-juli, hvor man ser de lysviolette (sjældnere: hvide), sekstallige, klokkeformede blomster sidde samlet i en endestillet og kugleformet halvskærm på særlige, bladløse skud. Blomsterstilken er mindre end 5 millimeter lang. Blomsterstanden beskyttes indtil udspring af et papiragtigt højblad. Frugterne er kapsler med mange frø.
Rodnettet består af en kort jordstængel, der bærer de mange små løg i tuen.
Højde x bredde og årlig tilvækst: 0,30 x 0,05 m (30 x 5 cm/år), heri dog ikke medregnet bredden af den samlede tue.

## Voksested
Det formodes, at arten oprindelig har haft sit hjemsted i det nordøstlige Sibirien og Canada. Den er hurtigt taget ind til dyrkning og er på den måde spredt og naturaliseret over snart sagt alle verdens tempererede områder. Planten foretrækker en lysåben placering i en kalkrig, veldrænet og gerne mager jordbund. Purløg er nem at dyrke både i haver og i en urtepotte på altanen.
I Danmark vokser purløg i naturen på strandklipper på Bornholm og i øvrigt forvildet over hele landet.
I Sudeterne findes den sammen med bl.a. blåhat, leverurt, sorttop, alpekobjælde, bjerganemone, blå sumpstjerne, blåtop, Festuca supina, fjeldviol, grøn radeløv, liden klokke, lyngsnerre, nordisk dværgulvefod, purpurstenbræk og slangeurt.

## Indholdsstoffer
Planten indeholder svovlforbindelser (bl.a. allylsulfider og alkylsulfoxider), som nedbrydes til alliin, når planten skæres over, klippes og hakkes, hvad der danner den velkendte løglugt.

## Anvendelse
Purløg dyrkes på grund af dens lange, grønne stængler, der er en populær krydderurt, der typisk bruges fintklippet i salater, i omeletter og som pynt, fx på en kartoffelmad. Purløg har en mildere smag end almindelig løg og hvidløg. Bedst er frisk purløg, da den mister meget af sin smag ved opvarmning og tørring.

## Note
1. ↑  Jf. Cliff vegetation in the Sudeten cirques (Webside ikke længere tilgængelig) (engelsk)